# 마트러산맥

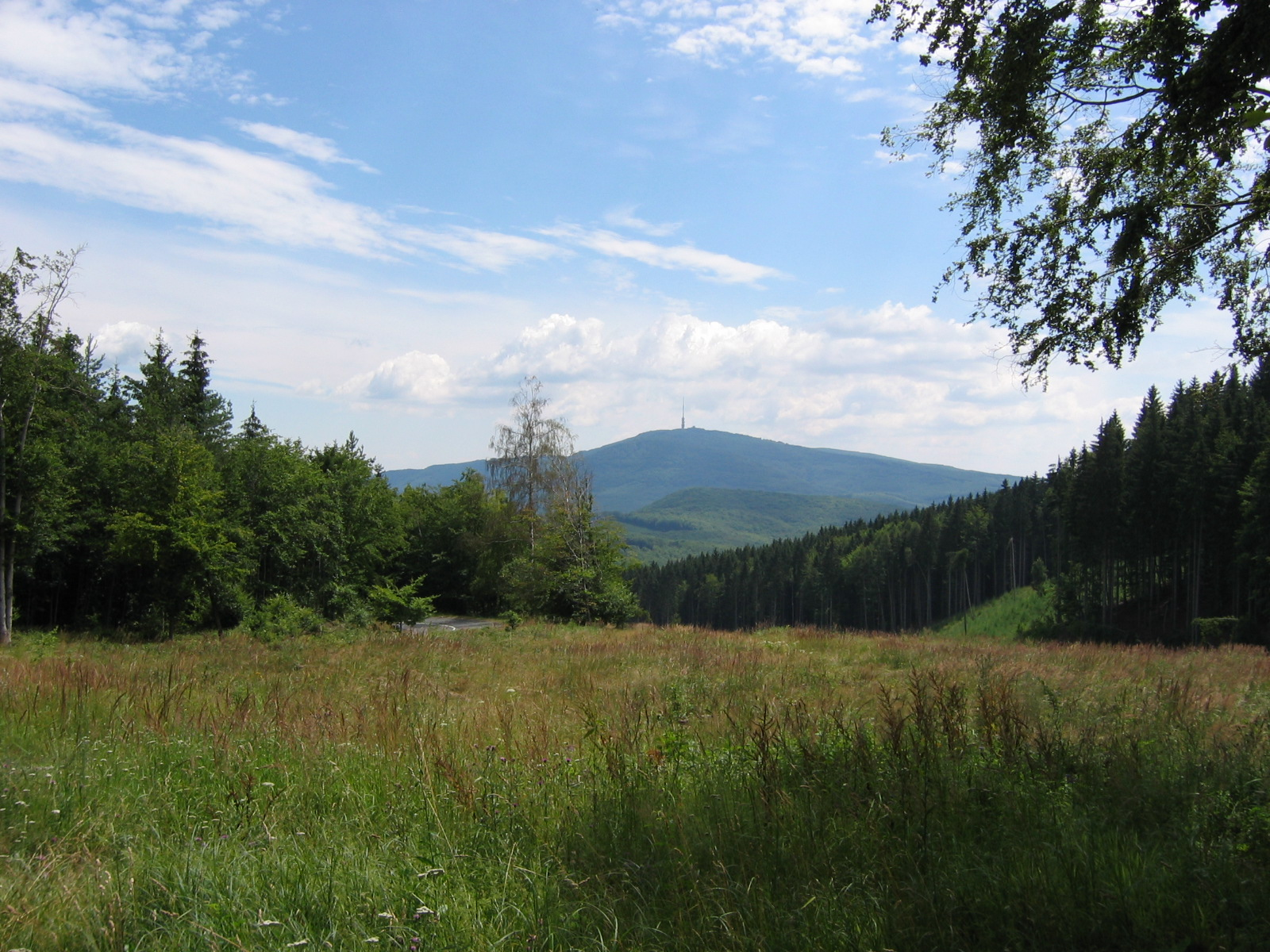
마트러산맥에 위치한 케케시산

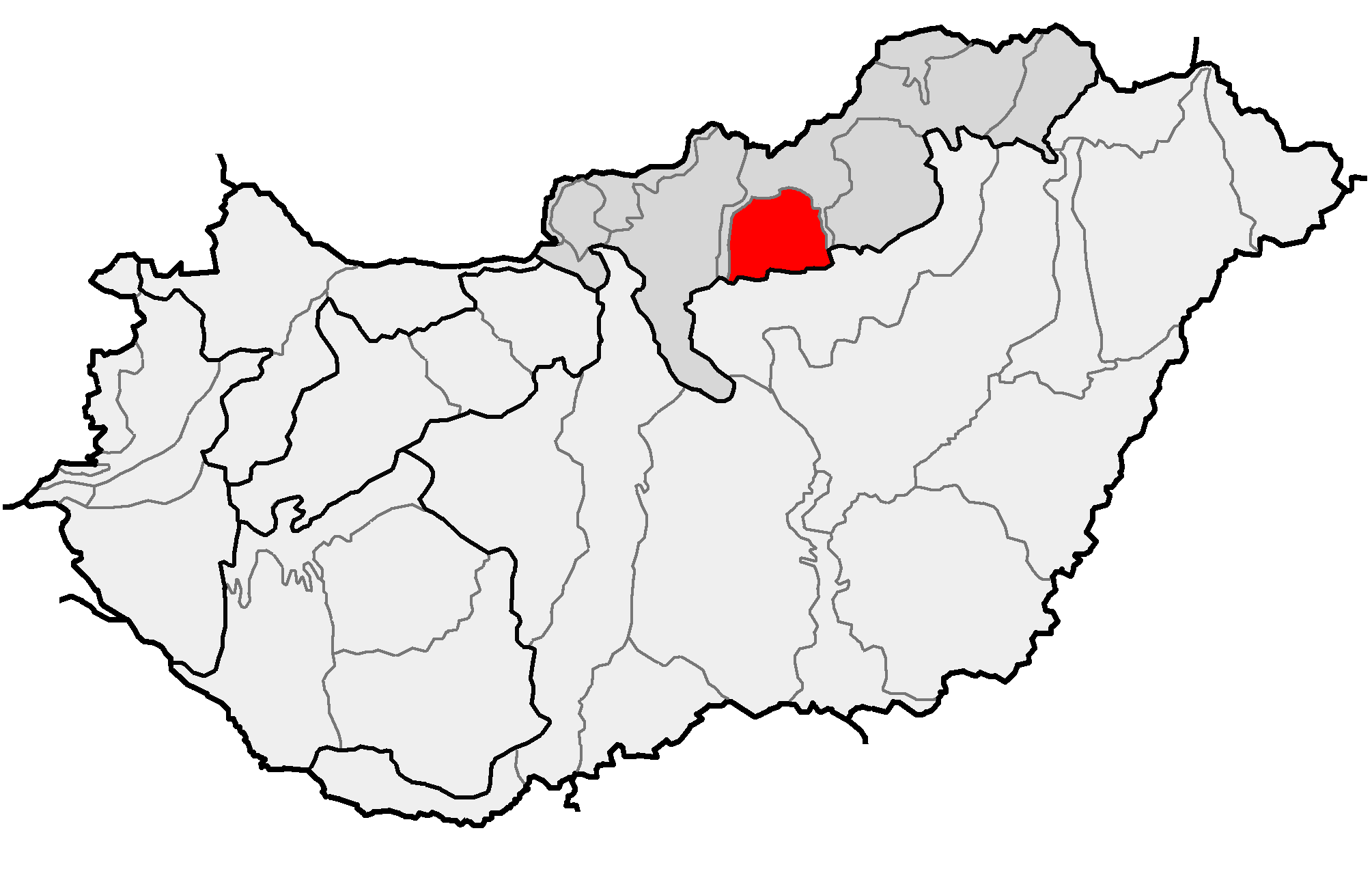
헝가리 지도에 표시된 마트러산맥의 위치

마트러산맥(헝가리어: Mátra, 슬로바키아어: Matra 마트라)은 헝가리 북부에 위치한 산맥이다. 죈죄시와 에게르 사이에 위치하며 북헝가리산맥의 일부를 형성한다. 마트러산맥에서 가장 높은 봉우리는 헝가리에서 가장 높은 산인 케케시산(Kékes)으로 높이는 1,014m이다. 
화산 활동을 통해 형성된 산맥으로서 터르너강(Tarna)과 저지버강(Zagyva) 계곡 사이에 위치한다. 마트러산맥은 크게 서마트러산맥, 중앙마트러산맥으로 나뉜다. 서마트라산맥에서 가장 높은 봉우리는 무슬러봉(Muzsla, 높이 805m)이다. 중앙마트러산맥은 마트러베르츠 고원(Mátrabérc), 거여테퇴산(Galyatető)-케케슈테퇴산(Kékestető)의 화산 원뿔 지대에 위치한다. 참나무 숲, 너도밤나무 숲, 스키장, 온천으로 유명한 산맥이기도 하다.